# ياتسيك غورالسكي
ياتسيك غورالسكي (بالبولندية: Jacek Góralski)‏ مواليد 21 سبتمبر 1992 في بيدغوشتش، هو لاعب كرة قدم بولندي يلعب مع نادي لودوغورتس رازغراد في مركز الوسط. سبق له أن لعب في كأس العالم لكرة القدم مع منتخب بلاده في مونديال 2018.

## المسيرة الاحترافية

### أندية لعب لها
- ياغيلونيا بياويستوك
- نادي لودوغورتس رازغراد

## روابط خارجية
- ياتسيك غورالسكي على موقع الاتحاد الدولي (مؤرشف)  (الإنجليزية)
- ياتسيك غورالسكي على موقع الاتحاد الأوربي (الإنجليزية)
- ياتسيك غورالسكي على موقع قاعدة بيانات كرة القدم.إي يو (الإنجليزية)
- ياتسيك غورالسكي على موقع ناشيونال فوتبول تيمز (الإنجليزية)
- ياتسيك غورالسكي على موقع Soccerway.com (الإنجليزية)
- ياتسيك غورالسكي على موقع عالم كرة القدم.نت (الإنجليزية)